# 衛星フレア
衛星フレア（Satellite flare）とは、人工衛星のアンテナや太陽電池パネルなどのある程度以上の面積のある平面部分が、太陽の光を地球表面の特定方向に向けて反射するためにおこる、地表の狭い地帯から数秒ほどごく明るい光が見える現象である。イリジウム衛星のそれが顕著である。

## イリジウム衛星フレア

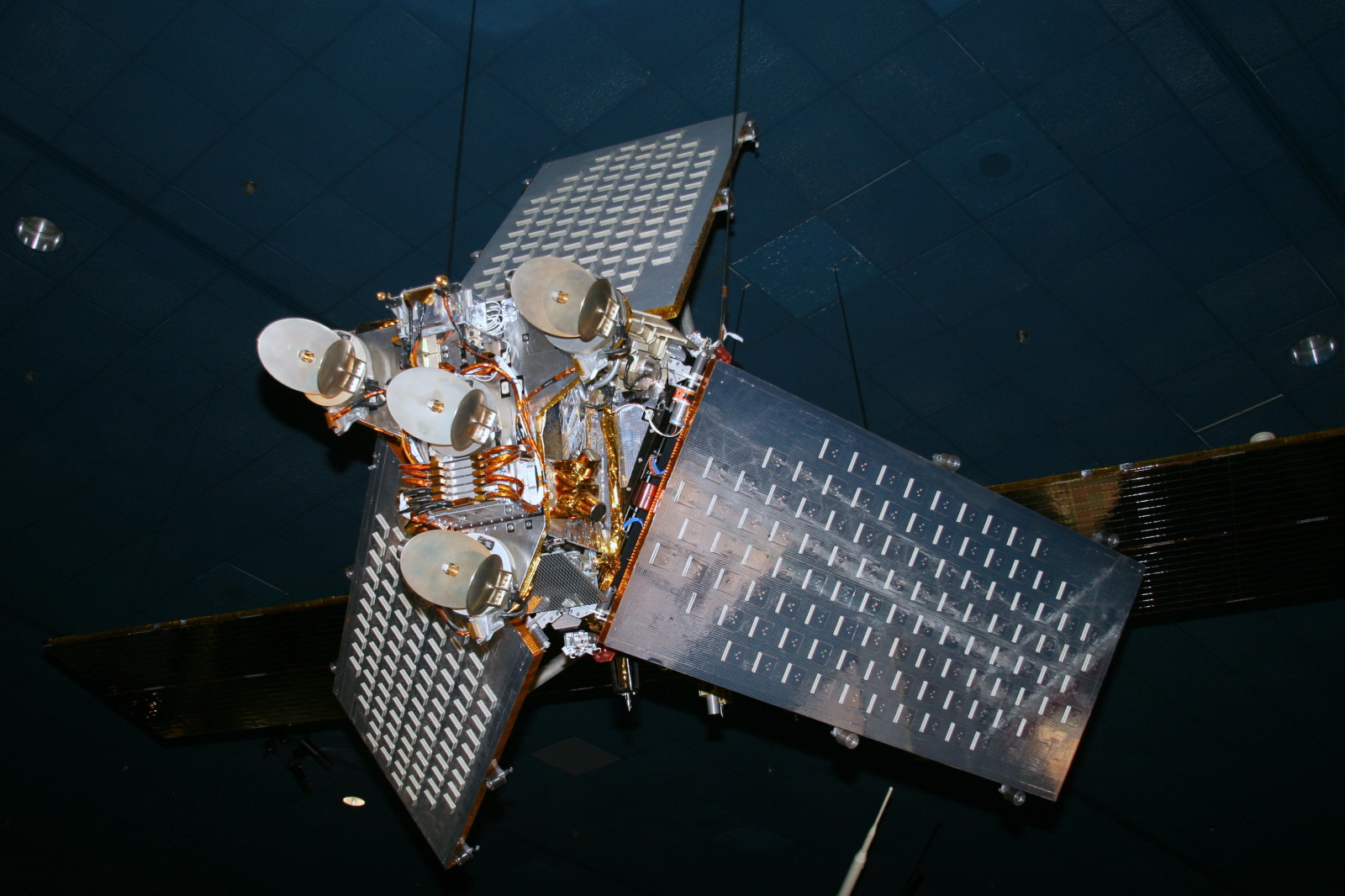
イリジウム衛星の実物大模型

イリジウムコミュニケーションズの衛星電話システムに使用される通信衛星は、メインバスから120度ずつ離れ、40度の角度を持った位置によく磨かれた3つのドア大のアンテナを備える特異な形状をしていた。前面のアンテナは衛星の進む方向を向いている。また780kmと低軌道を飛行している。時々、このアンテナが地球の方向に直接太陽光線を反射することがあり、約10km未満の動く光のスポットを見せることがある。観測者からは、この現象は、数秒間に渡り空に非常に明るいフレアが出たように見える。
明るいものでは-8等級（まれに-9.5等級）にもなり、昼でも見えるものもある。この発光現象はイリジウムフレアなどと呼ばれ、しばしば観測を邪魔したり、精密な機器に損傷を与えるため、天文学者にとっては悩みの種である。
衛星の世代交代により、イリジウムフレアは見られなくなった。
人工衛星は本来6等級やそれ以下の明るさで観測できる。